# Ashaiman Municipal District
Der Distrikt Ashaiman Municipal District ist einer von 29 Distrikten der Greater Accra Region in Ghana. Er hat eine Größe von 19,54 km² und 208.060 Einwohner (2021). 

## Geschichte
Ursprünglich war er Teil des damals größeren Tema Municipal District, der aus dem ehemaligen Tema District Council hervorgegangen ist, bis zwei Teile des Distrikts später in Adenta Municipal District (vom nordwestlichen Teil) und Ashaiman Municipal District (vom nördlichen Mittelteil) jeweils am 29. Februar 2008; so wurde der verbleibende Teil im selben Jahr in den Status einer Metropolitan District Assembly erhoben, um zum Tema Metropolitan District zu werden. Der Distrikt liegt im zentralen Teil der Greater Accra Region und hat Ashaiman als Hauptstadt.

## Einwohnerentwicklung
Die folgende Übersicht zeigt die Einwohnerzahlen nach dem jeweiligen Gebietsstand.
| Jahr | Einwohner |
| ---- | --------- |
| 2010 | 190.972   |
| 2021 | 208.060   |